# Guanchezia
Guanchezia là một chi thực vật có hoa trong họ Lan.